# Kraftstoffsystem (Flugzeug)

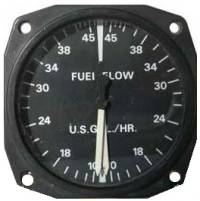
Kraftstoff-Durchfluss-Messer für Flugzeuge

Das Kraftstoffsystem (engl. fuel system) eines Flugzeugs dient der Versorgung eines motorbetriebenen Flugzeugs mit Kraftstoff. Je nach Flugzeugtyp und dessen konstruktiver Auslegung, ob kunstflugtauglich oder nicht, können die Anlagen unterschiedlich ausgelegt sein.

## Typen
Bei aller Verschiedenheit der Kraftstoffsysteme lassen sich doch einige Grundprinzipien herausfinden. Die meisten modernen Flugzeuge sind mit zwei oder mehr Kraftstofftanks in den Tragflächen ausgestattet.
- Bei Hochdeckern und Schulterdeckern liegen die Tanks in den Tragflächen höher als der Motor. Daher kann der Kraftstoff durch die Gravitation selbstständig zum Motor fließen. Hierbei handelt es sich um Fall-Kraftstoffanlagen.

- Bei Tiefdeckern, bei kunstflugtauglichen Flugzeugen und bei Strahlflugzeugen werden Kraftstoffpumpen benötigt. Beim Anlassen der Maschine muss mittels einer elektrischen Pumpe (engl. boost pump) Kraftstoff zum Vergaser oder zur Einspritzung gepumpt werden. Wenn der Motor läuft, kann diese ausgeschaltet werden. Eine mechanische Pumpe, die vom Motor angetrieben wird, versorgt diesen dann weiter mit Kraftstoff.

## Aufbau

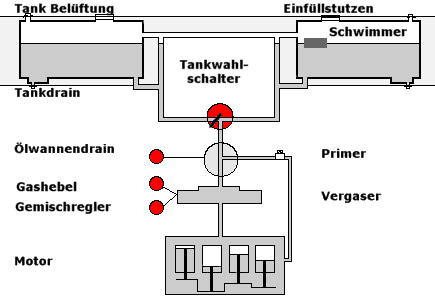
Schematische Darstellung einer Flugzeugtankanlage am Beispiel von Hochdeckern

Das Kraftstoffsystem, evtl. auch jeder einzelne Tank, besitzt am tiefsten Punkt ein Ventil (Tankdrain, Ölwannendrain), das es dem Piloten während des Vorflugchecks ermöglicht, das möglicherweise angesammelte Kondenswasser abzulassen. Die Tanks werden je nach Füllungszustand über ein Ventil von außen belüftet. Über dieses Ventil kann bei heißem Wetter und vollem Tank der sich dann ausdehnende Kraftstoff auch das System verlassen. Die Tanks sind über ein Rohrsystem miteinander verbunden, sodass ein Volumenausgleich stattfinden kann.

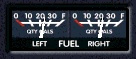
Tankanzeige für Flugzeuge

Die im Tank enthaltene Kraftstoffmenge wird im Cockpit für jeden Tank durch die Tankanzeige dargestellt. Vorratsmessung für Flüssigkeiten kommt im Flugzeug auch für Öle, Hydraulikflüssigkeiten, Wasser und ähnliche zur Anwendung. Dafür werden Schwimmer, Peilstäbe und Standrohre zur Messung verwendet. Bei elektrischer Fernübertragung, beispielsweise beim Kraftstoffvorrat, werden Schwimmermesser als Messwertgeber benutzt. Der aktuelle Kraftstoffverbrauch wird durch den Kraftstoff-Durchfluss-Messer im Cockpit angezeigt.
Ein Tankwahlschalter im Cockpit erlaubt dem Piloten während des Fluges die Wahl zwischen den einzelnen Tanks. Der Pilot kann zum Ausgleich von Gewichtsungleichheiten den Wahlschalter so stellen, dass nur ein Tank entleert wird. Gewöhnlich, besonders aber in der Start- und Landephase, sollte der Schalter so gestellt werden, dass die Tanks in den Flächen gleichzeitig entleert werden.

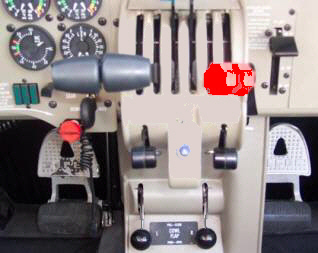
Konsole einer Piper Seneca

Der Kraftstoffprimer dient dazu, bei kalter Umgebungstemperatur direkt Kraftstoff in die Zylinder zu spritzen, um so ein Starten der Maschine zu ermöglichen. Der Gemischregler wird benötigt, um die Luft/Kraftstoffmischung an die geflogene Höhe anzupassen.
Schubhebel (engl. throttle), der Propellerverstellhebel (engl. prop pitch control) und der Gemischregler (engl. mixture control) sind häufig zusammen in einer Konsole untergebracht, da sie gemeinsam der Leistungskontrolle des Motors dienen und damit den Kraftstoffverbrauch beeinflussen. Wenn die Flughöhe zunimmt, verringert sich die Luftdichte. Der Vergaser benötigt weniger Kraftstoff, wenn die Luft/Kraftstoffmischung konstant bleiben soll. Es ist also Leanen (deutsch Abmagern des Gemisches) notwendig, andernfalls ist das Gemisch zu fett (zu viel Kraftstoff). Das führt nicht allein zu einem erhöhten Kraftstoffverbrauch, es können auch die Zündkerzen beschädigt werden. Dieses Leanen geschieht über den Gemischregler.

## Mögliche Fehlerquellen
Die Kraftstoffanzeigen im Cockpit unterliegen einer Reihe von Anzeigefehlern. Der Pilot sollte daher die restliche Spritmenge mehrfach im Fluge in Bezug auf power setting und Flugzeit überprüfen.
1. Bei Tiefdeckern kann eine vollständige Entleerung eines Tanks zu einem Motorausfall führen.
2. Der Kraftstoffvorrat wird in Volumeneinheiten angegeben. Für eine Kraftstoffvorratsmessung ist die Kraftstofftemperatur bei der Berechnung der Restflugzeit wichtig.
3. Eine korrekte Angabe des Vorrats ist nur im unbeschleunigten Zustand möglich.
4. Die Kraftstoffmengenanzeige ist zumindest in Kleinflugzeugen relativ ungenau. Da außerdem beispielsweise der Schwimmer hängen kann, ist vor Antritt eines Fluges unbedingt entweder eine Sichtprüfung des Tankinhaltes durchzuführen oder die für den Flug benötigte Kraftstoffmenge einzufüllen bzw. vollzutanken.

## Treibstofftanks
Die Unterbringung der Treibstofftanks erfolgt bei allen Flugzeugmodellen in den Tragflächen und im Rumpfbereich zwischen den Tragflächen. Lediglich einige Ultraleichtflugzeuge und Militärmaschinen bilden hier Ausnahmen. Die Verwendung der Tragflächen als Tank geschieht aus drei Gründen, von denen jeder einzelne für sich alleine Grund genug für einen solchen Entwurf wäre:
- Würde man ihn nur im Rumpf unterbringen, so ginge erheblich Platz für den Treibstoff verloren. Die maximale Treibstoffmenge einer B747 beträgt bis zu 220.000 Liter – das sind 220 m³ Volumen, die als Frachtraum verloren gingen. Treibstoff ist flüssig und lässt sich somit in jeder beliebigen geometrischen Form transportieren. Der Innenraum der Tragflächen ist sonst ungenutzt und bietet sich als Tank an.

- Würden die 220.000 Liter der B747 komplett im Rumpf untergebracht werden, so würde die Belastung der Tragflächenwurzel extrem ansteigen. Die Unterbringung in den Tragflächen entlastet zum einen die Tragflächenwurzel und zum anderen wirkt er der Durchbiegung der Tragflächen (nach oben) entgegen. Aus dem gleichen Grund wird im Flug auch erst der Inhalt eines eventuell vorhandenen Mitteltanks verbraucht, bevor der Kraftstoff aus den Haupttanks in den Tragflächen genutzt wird. Die Befüllung der Tanks erfolgt von außen nach innen, der Verbrauch in umgekehrter Richtung.

- Um die Trimmung zu erhalten, muss dieser Gewichtsverlust im Bereich des Schwerpunktes erfolgen – eine Anbringung der Tanks müsste daher zwangsläufig im Centerbereich der Maschine erfolgen, die Anbringung im Bug oder im Heck wäre nicht möglich.

Flugzeuge nehmen stets nur diejenige Kraftstoffmenge mit, die (zzgl. Reserven) auch benötigt wird. Zudem können volle Beladung und gleichzeitig volle Tanks zur Überschreitung des zulässigen Gesamtgewichts führen.

## Komplexes Kraftstoffsystem am Beispiel der Boeing 737 Classic

Bild 1

Bild 2: Treibstoffsystem der B737; 1) Engine Driven Fuel Pump – Left Engine; 2) Engine Driven Fuel Pump – Right Engine; 3) Crossfeed Valve; 4) Left Engine Fuel Shutoff Valve; 5) Right Engine Fuel Shutoff Valve; 6) Manual Defueling Valve; 7) Fueling Station; 8) Tank No. 2 (Right); 9) Forward Fuel Pump (Tank No. 2); 10) Aft Fuel Pump (Tank No. 2); 11) Left Fuel Pump (Center Tank); 12) Right Fuel Pump (Center Tank); 13) Center Tank; 14) Bypass Valve; 15) Aft Fuel Pump (Tank No. 1); 16) Forward Fuel Pump (Tank No. 1); 17) Tank No. 1 (Left); 18) Fuel Scavenge Shutoff Valve; 20) APU Fuel Shutoff Valve; 21) APU; 22) Fuel Temperature Sensor; 23) Fuel Temperature Indicator; 24) Right Fuel Valve Closed Indicator Light; 25) Left Fuel Valve Closed Indicator Light; 26) Crossfeed Valve Open Indicator Light; 27) Crossfeed Selector; 28) Fuel Pump Switch for Left Aft Fuel-Pump; 29) Fuel Pump Switch for Left Forward Fuel-Pump; 30) Fuel Pump Switch for Right Forward Fuel-Pump; 31) Fuel Pump Switch for Right Aft Fuel-Pump; 32) Fuel Control Panel (Part of Overhead Panel); 33) Left Filter Bypass Indicator Light; 34) Right Filter Bypass Indicator Light; 35) Left Center Tank Fuel Pump Switch; 36) Right Center Tank Fuel Pump Switch; 40) Center Tank Scavenge Jet Pump; 41) APU Bypass Valve

Die Kraftstoffanlage in Großflugzeugen ist wesentlich komplexer als die von Kleinflugzeugen. Bei der bereits nicht mehr so modernen Boeing 737 Classic (737–300 und 737–400) sind viele Funktionen noch nicht automatisiert und verlangen die Kontrolle und Bedienung durch die Piloten. Neuere Flugzeugmodelle entlasten die Crew wesentlich durch die automatische Steuerung und Überwachung der Kraftstoffanlage.
Die Boeing 737 Classic besitzt drei Tanks. Je einen rechten und linken Haupttank in den Tragflächen (Tank No. 1 und 2) und einen Mitteltank (Center Tank) im Rumpf zwischen den Tragflächen, der aber auch bis in die Tragflächen reicht (Bild 1).
Bei einer Dichte von 0,8 kg/Liter haben die Tanks No. 1 und No. 2 eine Kapazität von je 5667 Liter (4530 kg) und der Centertank 8743 Liter (7000 kg). Das entspricht einem Gesamtinhalt von 20.077 Litern (16.060 kg).

### Treibstofftemperatur
Die maximale Treibstofftemperatur beträgt 49,6 °C. Während des Fluges muss die Treibstofftemperatur 3 °C über dem Gefrierpunkt des Treibstoffs liegen. Die minimale Treibstofftemperatur ist −45 °C oder der Gefrierpunkt des jeweils verwendeten Treibstoffes plus 3 °C – hier zählt der höhere Wert von beiden.
Die Treibstofftemperatur wird im linken Tank gemessen. Dies ist eine Hinterlassenschaft des Designs der B737–200. Bei dieser war der Treibstoff im linken Haupttank normalerweise kälter als im rechten Haupttank. Im linken Treibstofftank befand sich ein kleinerer Wärmetauscher für das Hydrauliksystem A, während der Wärmetauscher für das Hydrauliksystem B im rechten Tank größer ausgelegt war.
Für das Funktionieren des Messsystems wird Wechselstrom (28 Volt AC) benötigt.
Gefrierpunkte einiger Flugturbinenkraftstoffe
- Jet A-1 (JP-1A) und JP-8: −47 °C
- Jet A (JP-1): −40 °C
- Jet B, JP-4 und TS-1: −60 °C
- JP-5: −46 °C

Bei zu niedriger Treibstofftemperatur muss die Temperatur erhöht werden durch:
- Sinken auf eine niedrigere (und somit wärmere) Flughöhe.
- Kursänderung zu einer wärmeren Luftmasse oder
- Erhöhung der Fluggeschwindigkeit.

Als Faustformel gilt, dass sich der Treibstoff etwa 1 °C/10 kt IAS (Indicated Air Speed, deutsch angezeigte Fluggeschwindigkeit) durch die Luftreibung aufheizt.

### Center Tank
Sind beide Center Tank Fuel Pumps (11 und 12) ausgeschaltet, öffnet sich das Fuel Scavenge Shutoff Valve (18), so dass der Kraftstoffstrom der Forward Fuel Pump von Tank No. 1 (16) die Center Tank Scavenge Jet Pump (40, Rückförderpumpe) betreiben kann. So wird der Resttreibstoff aus dem Center Tank in den linken Tank gepumpt. Nach 20 Minuten schließt sich die Fuel Scavenge Shutoff Valve (18) wieder automatisch.
Die Belüftung der Tanks erfolgt in je einen rechten und linken Surge Tank, der wiederum über eine Öffnung an der Flügelspitze den Druckausgleich zu Außenluft herstellt. Zu hoher oder zu niedriger Luftdruck im Treibstofftank könnte die Struktur der Tragflächen beschädigen.

### Center Tank Scavenge Pump
Die Center Tank Scavenge Pump (deutsch Rückförderpumpe) pumpt Treibstoff vom Mitteltank in den Haupttank Nr. 1. Die Pumpmenge beträgt im Minimum 100 kg/Stunde, meist aber fast 200 kg/Stunde. Das Anspringen der Rückförderpumpe wird ausgelöst, wenn beide Kraftstoffpumpen für den Mitteltank ausgeschaltet werden. Die Rückförderpumpe läuft dann für 20 Minuten.
Bei einem Start mit weniger als 1000 kg Treibstoff im Mitteltank kann der Treibstoff im linken Haupttank gegenüber dem rechten Haupttank stark zunehmen und zu einem Ungleichgewicht führen. Da beide Treibstoffpumpen im Haupttank so angeordnet sind, dass die rechte im vorderen Bereich und die linke im hinteren Bereich pumpt, sinkt die Fördermenge der rechten Pumpe bei relativ leerem Haupttank im Steigflug auf Null. Diese rechte Pumpe liefert normalerweise Treibstoff für das rechte Triebwerk, das jetzt aber seinen Treibstoff nur noch aus dem rechten Haupttank bezieht. Gleichzeitig versorgt die linke Treibstoffpumpe das linke Triebwerk aus dem Mitteltank, so dass kein Treibstoff aus dem linken Haupttank verbraucht wird. Die rechte Tragfläche wird also im Vergleich zur linken Tragfläche immer leichter. Ist der Haupttank leer und werden die Treibstoffpumpen des Haupttanks abgeschaltet, springt die Rückförderpumpe an und pumpt den Resttreibstoff aus dem Mitteltank in den linken Haupttank. So verstärkt sich das bereits bestehende Ungleichgewicht und die linke Seite wird relativ immer schwerer.

### APU
Die APU (auxiliary power unit) bezieht ihren Treibstoff vom linken Haupttank. Um die APU zu starten, müssen die Treibstoffpumpen des linken Haupttanks zuerst eingeschaltet werden. Auch für den weiteren Betrieb der APU müssen die linken Treibstoffpumpen eingeschaltet sein.
Der Treibstoffverbrauch der APU beträgt etwa 160 kg/Stunde (bei eingeschalteten Packs und eingeschalteter Elektrik). Mit diesem Wert wird auch der Treibstoffverbrauch berechnet, wenn das Flugzeug mit Passagieren für längere Zeit am Boden steht.

### Betankung

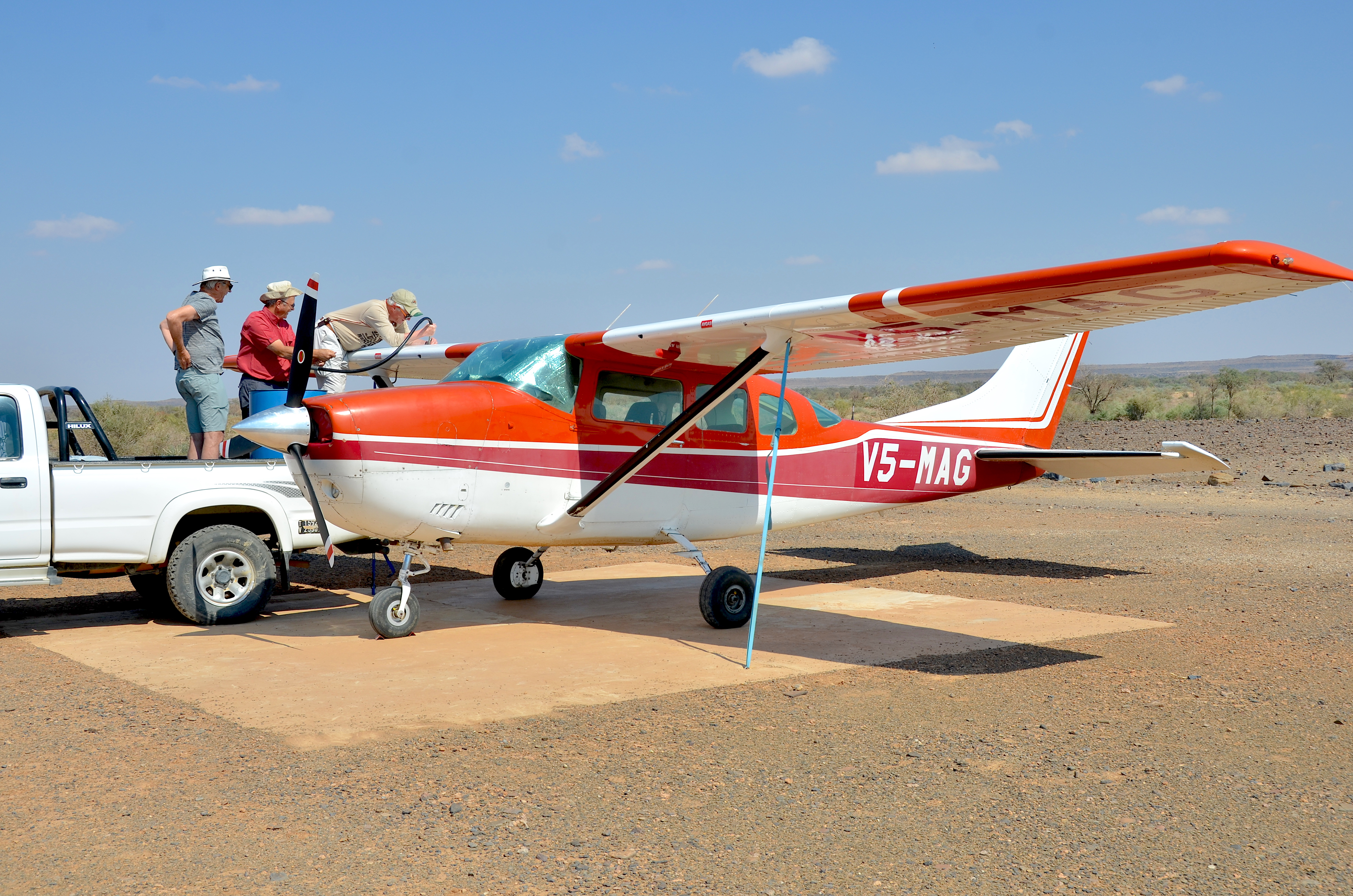
Betanken einer Cessna 206 mittels Schwerkraft auf einer Farm in Namibia

Die Betankung erfolgt maximal mit 800 kg/min. Das Volltanken der Tragflächentanks dauert 12 Minuten. Das Volltanken aller drei Tanks dauert 20 Minuten.
Die Betankung erfolgt an der Betankungsstation (engl. fueling station – 7) an der rechten Tragfläche. Hier wird auch die Entleerung der Tanks bzw. ein Umpumpen des Kraftstoffs am Boden von einem Tank in den anderen Tank vorgenommen. Wenn der Tank vollgetankt wurde, verschließt ein Ventil automatisch den weiteren Zufluss zum Tank. Sollte kein Tankwagen mit Pumpen zur Verfügung stehen, kann die Betankung auch mittel Schwerkraft (gravity fueling) durch Einfüllen an der Oberseite der Tragflächen erfolgen, wo je ein Tankeinlauf für den Tank No. 1 und Tank No. 2 liegt. In diesem Fall muss das Befüllen des Center Tank durch Umpumpen aus Tank No. 1 oder 2 mit den flugzeugeigenen Pumpen erfolgen.
Zum Ablassen des Treibstoffs muss die Manual Defueling Valve (6) geöffnet werden. Sie verbindet die Leitung für die Treibstoffzufuhr zum Triebwerk mit der Fueling Station.

### Fuel Control Panel im Cockpit

Bild 3: Fuel Control Panel B737–300 – im Cockpit

Bild 4: Fuel Quantity Indicator B737–300 – im Cockpit

Am Fuel Control Panel (32) im Cockpit wird die Treibstofftemperatur im linken Tank angezeigt. Mit dem Crossfeed Selector (27) kontrolliert der Pilot manuell die Crossfeed Valve (3). Bei geöffneter Stellung sind Tank No. 1 und No 2 miteinander verbunden. So kann beispielsweise bei Ausfall eines Triebwerkes der Treibstoff von beiden Tanks genutzt werden und es ist auch eine bessere Austrimmung des Flugzeugs um die Längsachse möglich. Der maximale Gewichtsunterschied zwischen rechtem und linkem Haupttank darf bei der B737 Classic 453 kg betragen.
Die sechs Fuel Pump Switches (28 bis 31, 35, 36) Fuel Control Panel (zwei je Tank) dienen zum Ein- und Ausschalten der elektrisch betriebenen Kraftstoffpumpen (Fuel Pump – 8, 9, 11, 12, 15, 16).
Der Fuel Quantity Indicator (FQI) zeigt die nutzbare Treibstoffmenge im jeweiligen Tank an (Bild 4). Die Genauigkeit beträgt 2,5 %. Die Treibstoffmenge wird nur bei vorhandenem Standby AC-Power (Wechselstrom) angezeigt.
Die manuelle Messung der Treibstoffmenge erfolgt mit dem eingebauten Floatstick oder Dripstick (einer von beiden ist eingebaut). Je Haupttank gibt es je fünf Messstäbe.
Dripstick – zur Ablesung wird der Stab langsam aus dem Tank gezogen, bis ein stetiges Tröpfeln des Kraftstoffes aus der Öffnung im Dripstick an seiner Basis beginnt.
Floatstick – die flexible Floatstick-Sakala wird so weit aus dem Tank gezogen, bis sie „kleben“ oder „hängen“ bleibt. Die Ablesung erfolgt an der Stelle der Skala, die sich in Höhe der Flügelunterseite befindet. Der abgelesenen Wert muss je nach Neigung des Flugzeuges noch mittels Umrechnungstabelle/Korrekturtabelle korrigiert werden.
Die manuelle Ablesung erlaubt eine Kontrolle der Anzeige im Cockpit (FQI).
Betankungsreihenfolge: Wenn der Center Tank mehr als 453 kg Treibstoff enthält, müssen der rechte und linke Haupttank voll sein.

### Tankbelüftung
Die Belüftungsöffnung der beiden Haupttanks (engl. fuel tank vents) befinden sich bei der B737 Classic jeweils in der Nähe der Tragflächenspitze, an deren Hinterkante. Durch ihre Form erzeugen sie einen leichten positiven Druck in den Treibstofftanks. Dieser positive Druck verhindert die Entstehung eines Unterdrucks in den Treibstofftanks. So wird die Verdunstung des Treibstoffs in den Tanks reduziert. Außerdem unterstützt der positive Druck in den Tanks die Arbeit der Treibstoffpumpen. Bei einer Überfüllung der Treibstofftanks fließt der überschüssige Treibstoff aus diesen Belüftungsöffnungen ab.

### Treibstofffilterumgehung
Die Treibstofffilterumgehung (engl. fuel filter bypass) wird bei einem Druckunterschied von mehr als 11,5 PSI am Treibstofffilter aktiviert. Die Umgehung des Treibstofffilters wird nie durch Vereisung ausgelöst, da der Treibstoff vor dem Eintritt in den Filter erwärmt wird.

### Ausfall der Treibstoffpumpen
Bei einem Ausfall der Treibstoffpumpen für einen Haupttank (engl. main fuel tank boost pump inoperative) ist darauf zu achten, dass kein Ungleichgewicht zwischen dem rechten und linken Haupttank auftritt. Deshalb muss das Crossfeedventil geöffnet werden, wenn die Treibstoffmenge unter 2600 kg fällt. Sollten jedoch in einem Haupttank gleichzeitig beide Treibstoffpumpen ausfallen, dann ist das Crossfeedventil geschlossen zu halten. Bei Flughöhen über 30.000 Fuß kann es zu einem Leistungsabfall kommen. Das Sinken auf eine niedrigere Flughöhe ist jedoch nur erforderlich, wenn die Verschlechterung der Flugleistung oder ein Flame-out unmittelbar nach dem Ausfall der Treibstoffpumpen aufgetreten ist.

### Treibstoffpumpen
Beim Betrieb am Boden müssen die Treibstoffpumpen des Mitteltanks ausgeschaltet sein, wenn der Tankinhalt unter 453 kg liegt. Eine Ausnahme dafür gibt es nur für das Ablassen oder Umpumpen des Treibstoffs.
Wenn am Fuel Panel beide Lichter für die „Low Pressure“-Anzeige aufleuchten, also der Treibstoff im Mitteltank zur Neige geht, müssen die Treibstoffpumpen für den Mitteltank ausgeschaltet werden. Aus dem gleichen Grund dürfen die Treibstoffpumpen für den Mitteltank nur angeschaltet sein, wenn sich mindestens ein Pilot im Cockpit aufhält, der die „Low Pressure“-Anzeige überwachen kann.
Da die Treibstoffpumpen des Mitteltanks mit Treibstoff gekühlt werden, dürfen sie nicht trocken laufen. Herausgesprungene Sicherungen für Treibstoffpumpen dürfen während des Fluges nicht wieder aktiviert werden.
Leuchtet im Cockpit das „Low Pressure“-Licht der Treibstoffpumpen, dann müssen diese ausgeschaltet werden. Zum einen wegen des Heißlaufens der trockenen Pumpe und der damit verbundenen Explosionsgefahr, zum andern aber auch wegen des drohenden Abreißens der Flüssigkeitssäule in der Pumpe und der dann bei einer erneuten Inbetriebnahme (bei nunmehr vollem Tank) wegen der enthaltenen Luft keine Pumpleistung mehr erbracht wird. Läuft die Pumpe für etwa zehn Minuten trocken weiter, erbringt sie später keine Pumpleistung mehr und muss manuell mit Treibstoff aufgefüllt werden (engl. prime).
Leuchtet beim Anschalten der Treibstoffpumpe und ausreichend gefülltem Tank sofort das „Low Pressure“-Licht auf und verlischt es nach über 20 Sekunden nicht, handelt es sich wahrscheinlich um solch eine trockengelaufene Treibstoffpumpe, die keine Förderleistung mehr bringt und geprimt werden muss.

### Fuel crossfeed
Die „Überkreuzzuleitung“ des Treibstoffes von der jeweils anderen Seite wird im Flug geöffnet, wenn die Treibstoffmenge unter 2600 kg fällt.

### Tankexplosionen bei der B737
Am 11. Mai 1990 explodierte vor dem Start in Manila bei einer Boeing 737-300 der Philippine Airlines der mittlere Tank. Die Maschine wurde am Boden zerstört. Die Ursache war das Weiterlaufen der Treibstoffpumpen des leeren Mitteltanks. Da die Treibstoffpumpen mit dem gepumpten Treibstoff gekühlt werden, liefen sie ohne Schmierung heiß. Bei einer anderen, ähnlichen Explosion am Boden war der Mitteltank nur fast leer. Hinzu kamen hohe Außentemperaturen. Auch in einem leeren Treibstofftank befinden sich noch geringe Treibstoffmengen, die bei Hitze verdampfen und zusammen mit Sauerstoff ein explosives Gemisch bilden.
Wegen 15 ähnlicher Explosionen von leeren Treibstofftanks seit 1959 verlangte die FAA im Juni 2001 eine Verbesserung der Konstruktion und der Instandhaltung der Treibstofftanks (SFAR88), um die Wahrscheinlichkeit solcher Explosionen künftig zu reduzieren. Die Verbesserungen betrafen die Konstruktion der Treibstoffpumpen, die Anzeige der Treibstoffmenge, die elektrischen Installationen im Tank sowie die in der Nähe der Tanks verlaufenden pneumatischen Systeme und Heißluftleitungen der Klimaanlage für die Druckkabine. Seit Mai 2004 werden die B737 mit Treibstoffpumpen ausgeliefert, die sich automatisch abschalten, wenn die Sensoren einen niedrigen Auslassdruck an den Pumpen anzeigen.
Noch in der Erforschung ist bei Boeing die Begasung des Mitteltanks mit Inertgas – einem reaktionsträgen Gas, das keinen Sauerstoff enthält und deshalb die Entzündung der verdunsteten Treibstoffgase unmöglich macht. Als Inertgas soll Stickstoff verwendet werden, das 78 % der Luft ausmacht und im Flug aus der Luft gewonnen werden soll. So soll die Entflammbarkeit des Treibstoffes im Mitteltank auf oder unter das Niveau in den Haupttanks gesenkt werden. Zur Stickstoffgewinnung wird ein „Stickstoffgenerator“ (Nitrogen Generating System – NGS) benutzt. Die eigentliche Trennung von Luftsauerstoff und Stickstoff erfolgt im Air Separation Module (ASM). Nach der Trennung wird die stickstoffangereicherte Luft (nitrogen enriched air – NEA) in den Mitteltank gepumpt und so die sauerstoffreiche Luft (oxygen enriched air – OEA) über die Belüftungsdüsen aus dem Tank verdrängt. Es wird keine reine Stickstoffatmosphäre im Tank geschaffen. Der Sauerstoffgehalt in der Luft wird lediglich von 21 % auf 12 % gesenkt, wodurch die Entflammbarkeit schon sehr stark reduziert wird. Das lässt sich bei der B737 mit einem „Stickstoffgenerator“ erreichen, während für eine B747 sechs Stickstoffgeneratoren benötigt werden.
Als Alternative ist die Stickstofferzeugung und Zuführung am Boden in der Erforschung. Wegen der abgeschlossenen Tanks bleibt auch bei dieser Technik das zugeführte Stickstoffgas während des Fluges im Tank und reduziert so die Explosionsgefahr.

## Sicherheitsvorschriften beim Betanken

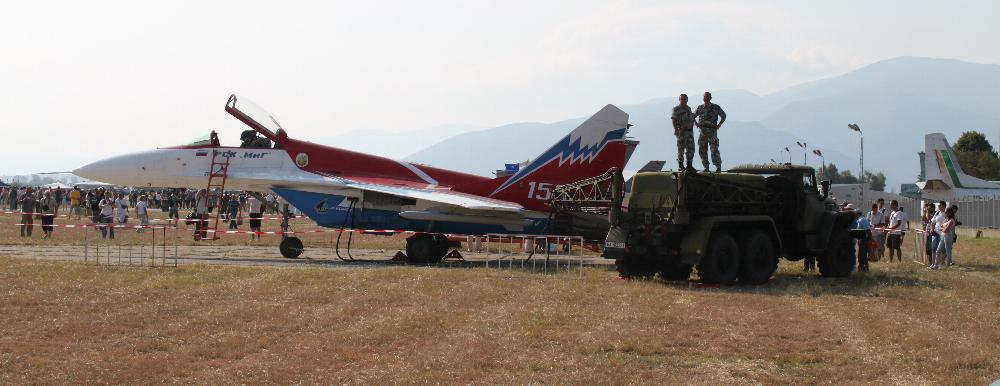
Feldbetankung einer MigG-29

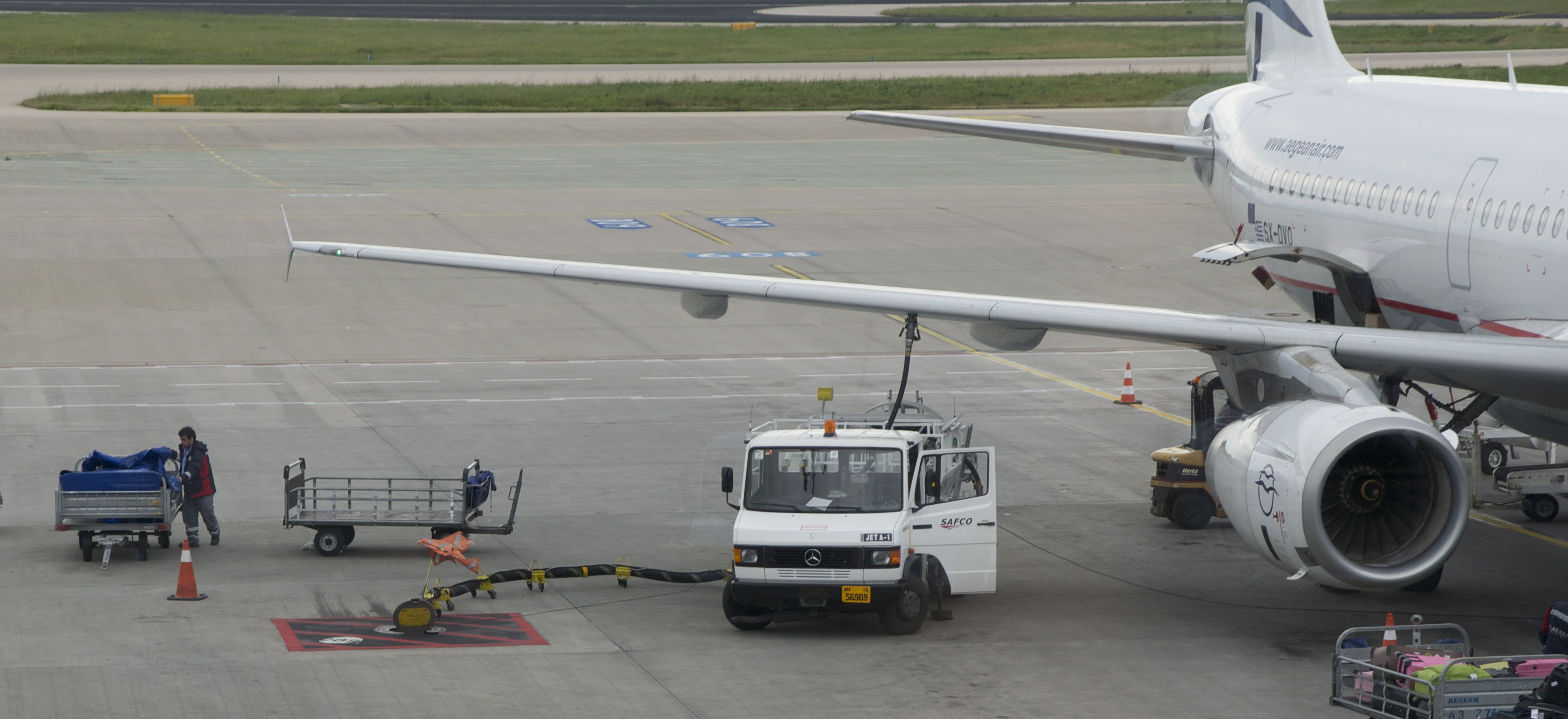
Bodenbetankung am Athener Flughafen

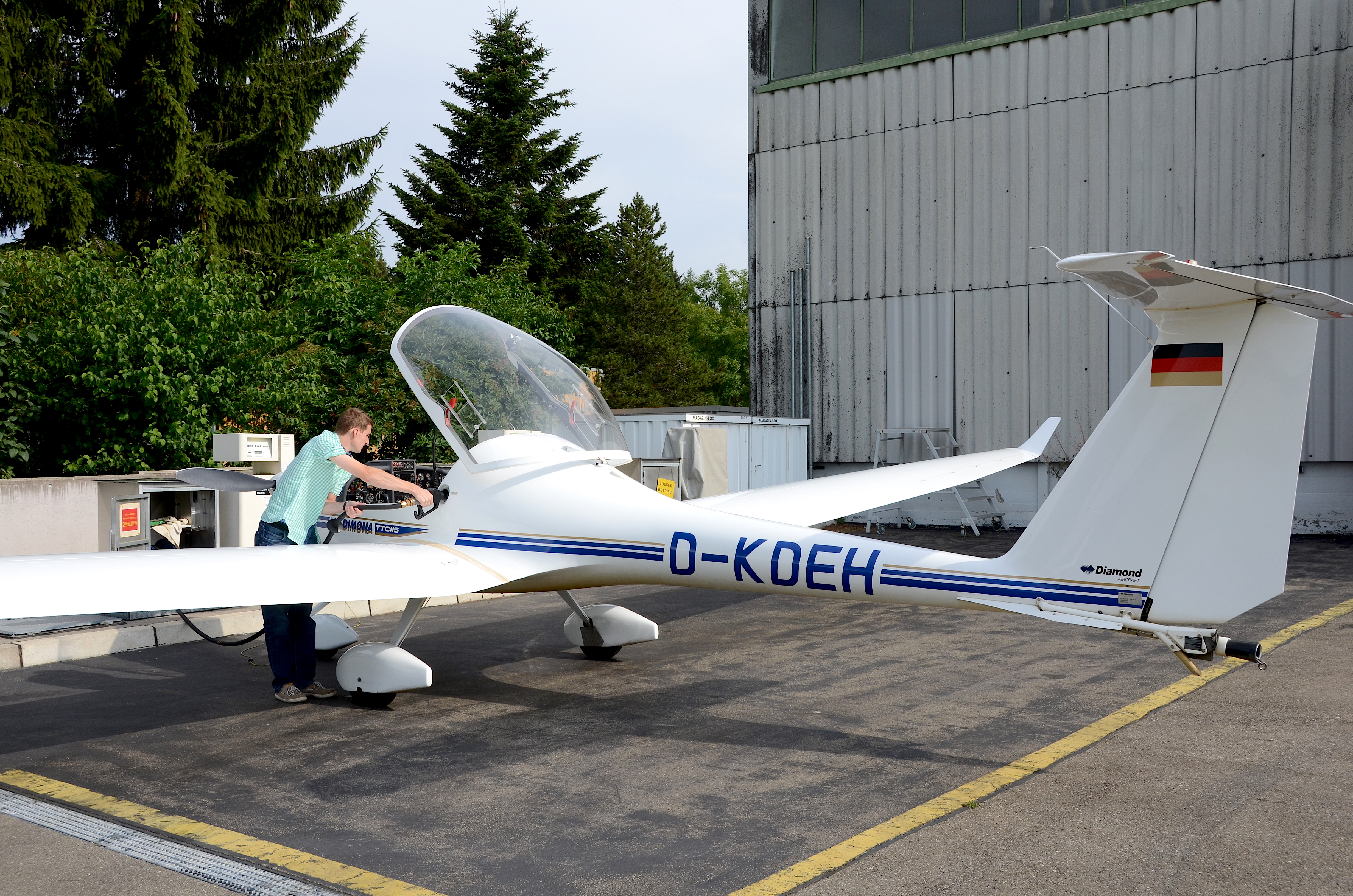
Betanken einer HK36-TTC Super Dimona

Wegen der Brand- und Explosionsgefahr sind beim Betanken besondere Sicherheitsvorkehrungen zu treffen. Luftfahrzeuge dürfen bei laufenden Triebwerken nicht betankt (engl. fueling) oder enttankt (engl. defueling) werden. Luftfahrzeuge dürfen nicht in einer Halle oder einem anderen umschlossenen Raum betankt oder enttankt werden. Wird ein Luftfahrzeug betankt oder enttankt, muss es mit den angeschlossenen Kraftstoffversorgungseinrichtungen elektrisch leitend verbunden und geerdet sein.
Während des Be- und Enttankens von Luftfahrzeugen mit Kerosin oder Flugbenzin dürfen sich keine Fahrzeuge oder sonstigen Zündquellen (außer den Tankfahrzeugen selbst) innerhalb des Tankentlüftungsbereiches befinden; um Tanköffnungen, aus denen Gas-Luft-Gemisch austreten kann, ist ein Sicherheitsabstand von vier Metern einzuhalten. Bei Gewitter ist das Be- und Enttanken nicht erlaubt. Für das Betanken aus Unterflur-Betankunganlagen gibt es weitere Sicherheitsvorschriften.
Beispiel für Sicherheitsvorschriften für kleinere Flugzeuge:
- Vor der erstmaligen Bewegung des Flugzeuges muss täglich eine Kondenswasserkontrolle im Treibstoff durchgeführt werden.
- Beim Betanken dürfen keine Passagiere an Bord sein.
- Das Flugzeug muss für den Betankungsvorgang geerdet werden.
- Bei nassen Tragflächen muss darauf geachtet werden, dass kein Wasser in die Tanks fließt.
- Beim geringsten Zweifel über die Qualität des Treibstoffs muss nach dem Tanken nochmals eine Kontrolle des Benzins erfolgen.

Bei der Betankung, beim Visual Check am Tankwagen bzw. Dispenser sowie der Befüllung von Tankwagen können auch Gefahren durch eine inhalative Exposition gegenüber leichtflüchtigen Kohlenwasserstoffen, alveolengängigem Staub (A-Staub), Dieselmotoremissionen und Stickoxiden auftreten. Beim Betankungsvorgang sind maßgeblich Kohlenwasserstoffe zu beurteilen, aber auch Fahrzeugabgase durch Gepäckwagen, Catering Service, Flugzeugschlepper etc. können eine Rolle spielen. Durch die Abgase werden Stäube freigesetzt, daher ist der Allgemeine Staubgrenzwert (1,25 mg/m³) für die alveolengängige Fraktion zu berücksichtigen.
Die Ergebnisse von Arbeitsplatzmessungen haben gezeigt, dass es Expositionsspitzen bei bestimmten Arbeitsschritten (Befüllung des Probenahmegefäßes, Durchführung der Qualitätsprüfung) geben kann. Insgesamt sind aber die Expositionen beim Betanken von Strahlflugzeugen so niedrig, dass die Arbeitsplatzgrenzwerte (AGW) unterschritten werden. Hierfür muss allerdings ein Aufenthalt im Abgasstrom der Turbinen von Flugzeugen und auch der Hilfstriebwerke (APU) vermieden werden. Die Schutzmaßnahmen nach den Technischen Regeln für Gefahrstoffe (TRGS) 500 und 554 sind umzusetzen. Werden die Verfahrensparameter sowie die Schutzmaßnahmen eingehalten, ist das Minimierungsgebot nach §7 Abs. 4 der Gefahrstoffverordnung (GefStoffV) erfüllt.

### Betankung mit Passagieren an Bord
Für das Betanken mit Passagieren an Bord sind besondere Sicherheitsmaßnahmen einzuhalten. Im ICAO-Dokument „Airport Service Manual“, Part 1, „Rescue and Firefighting“, ist festgelegt, wie bei einer Betankung mit Passagieren an Bord die Fluchtmöglichkeiten im Brandfall sichergestellt werden. Alle bordeigenen Treppen müssen dabei einsatzbereit und hindernisfrei zur Verfügung stehen. Insgesamt sind diese Vorschriften jedoch sehr allgemein gehalten: Bei Betankungsvorgängen mit Passagieren an Bord „hat der Fluggerätebetreiber für geeigneten Feuerschutz zu sorgen oder den Feuerschutz der Flughafenfeuerwehr anzufordern“. Vorgeschrieben sind „Sicherheitsmaßnahmen in der Kabine, Sicherstellung der Rettungswege, Freihaltung der Evakuierungsflächen“.

Die entsprechende EU-Verordnung 965/2012  besagt:
Kein Luftfahrzeug darf mit Avgas (Flugbenzin) oder einem Kraftstoff mit breitem Siedepunktbereich (Wide Cut Fuel) oder einem Gemisch dieser Kraftstoffarten betankt/enttankt werden, wenn Fluggäste einsteigen, sich an Bord befinden oder aussteigen.
Bei allen anderen Kraftstoffarten sind die notwendigen Vorsichtsmaßnahmen zu ergreifen, und das Luftfahrzeug ist ordnungsgemäß mit geschultem Personal zu besetzen, das bereitsteht, um eine Räumung des Luftfahrzeugs zweckmäßig und zügig mit den zur Verfügung stehenden Mitteln einzuleiten und zu lenken.
Verbindlich sind außerdem die Vorschriften des jeweiligen Flugplatzbetreibers, die sich in ihrer Strenge unterscheiden können. In diesen Vorschriften ist zu ersehen, welche Regelungen bezüglich der Feuerwehr getroffen wurden. Darüber hinaus kann die jeweilige Fluggesellschaft eigene Regeln erlassen. Nur wenige Fluggesellschaften verfügen über interne Dienstvorschriften, die die Feuerwehr löschbereit am Betankungsort vorsehen.
Bei unkontrolliertem Austreten von Kerosin, beispielsweise durch Übertanken oder wegen eines geplatzten Tankschlauches, ist der Tankvorgang sofort abzubrechen, die Passagiere sind aus dem Flugzeug zu evakuieren und die Flughafenfeuerwehr ist zu alarmieren.
Beispiel (Flughafen Stuttgart): Das Betanken mit Passagieren an Bord ist nur bei Verwendung von Kerosin mit einem Flammpunkt über 38 °C zulässig. Dabei muss ein Löschfahrzeug der Flughafenfeuerwehr mit zwei Mann Besatzung anwesend sein. Ausnahmen können in einem Regelausnahmeverfahren nach JAR OPS-1 genehmigt werden. Dazu ist unter anderem festgelegt, dass beim Tanken mit Passagieren an Bord eine geschulte Aufsichtsperson (meist ein Flugbegleiter) an einem festgelegten Platz (meist im Türbereich) an Bord sein muss, um gegebenenfalls die Notverfahren des Brandschutzes und der Brandbekämpfung durchzuführen, um die Evakuierung einzuleiten und zu lenken. Die Aufsichtsperson muss die Einhaltung des unbedingten Rauchverbots sicherstellen. Abfertigungsfahrzeuge (Catering, Baggagecarts usw.) dürfen weder den Zugangsweg der Feuerwehr noch die Evakuierungswege der Passagiere behindern. Es muss eine Sprechfunkverbindung zwischen Aufsichtsperson und Cockpit bestehen. Das Enttanken mit Passagieren an Bord ist nicht zulässig, da technisch bedingt ein erhöhtes Unfallrisiko besteht (Bildung von Treibstoff-Luft-Gemisch).